# Teminius insularis
Teminius insularis är en spindelart som först beskrevs av Lucas 1857.  Teminius insularis ingår i släktet Teminius och familjen sporrspindlar. Inga underarter finns listade i Catalogue of Life.